# Outhere Brothers
Outhere Brothers – amerykańska grupa muzyczna wykonująca house rap. Została założona w 1994 w Chicago. W skład grupy wchodzą Keith "Malik" Mayberry (wokalista) i Hula Mahone (producent i remikser). Najbardziej znane przeboje zespołu to "Boom Boom Boom", "Don't Stop (Wiggle Wiggle)", "Fuk U in the Ass", "La La La Hey Hey".

## Dyskografia
- 1994 1 Polish, 2 Biscuits & A Fish Sandwich
- 1995 The Party Album
- 1998 The Other Side
- 2003 The Fucking Hits
- 2004 Dance History